# Воленс, Василий Петрович
Василий Петрович Воленс (1836—1903) — русский педагог, автор учебников по математике.

## Биография
Родился в 1836 году. Учился на физико-математическом факультете Императорского Санкт-Петербургского университета, после окончания которого преподавал математику в 3-й Санкт-петербургской гимназии.
С 1882 года был экспертом по учебной части в комиссии Санкт-Петербурга по народному образованию. 
В 1863—1866 годах участвовал в редактировании «Настольного словаря для справок по всем отраслям знаний» (Санкт-Петербург, 1863—1864) под редакцией Ф. Г. Толля, затем редактировал «Дополнения» к нему (1875—1877).
Со второй половины 1860-х годов был постоянным сотрудником «Голоса», в восьмидесятых годах — редактором журнала «На помощь матерям».
Составил несколько широко распространенных учебников: 
- Перевёл с немецкого учебник «Элементарная геометрия Дистервега: Учеб. пособие для уезд. уч-щ и вообще для начинающих» 1862.
- «Руководство к арифметике» (СПб., 1863; 14-е изд. — СПб., 1885),
- «Собрание арифметических задач» (СПб., 1866; 14-е изд. — СПб., 1885, 2 ч.),
- «Начальные основания астрономич. географии» (СПб.. — 6-е издание, 1872),
- «Алгебра» (СПб., 1871),
- «Элементарная геометрия» (СПб., 1872; 2-е изд. — СПб., 1876),
- «Начальная геометрия» (СПб., 1871),
- «Задачник для народных школ» (4-е изд., 1880),
- «Метод элементарного преподавания арифметики в народных школах» (СПб., 1880) и др.

Составил математический отдел в «Энциклопедическом словаре» Ф. Павленкова (1899). 
Умер 14 (27) января 1903 года. Похоронен на Волковском православном кладбище.